# Inyección de anuncios
La inyección de anuncios (en inglés Ad injection) es una técnica de adware por la cual insertan clandestinamente anuncios en páginas web sin el permiso del propietario del sitio. Estos anuncios pueden añadirse nuevos, ponerse encima de los que ya existen dificultando su visión o simplemente reemplazar los anuncios que hubiera. De esta forma los usuarios no pueden distinguir entre los anuncios legítimos y los inyectados con esta técnica.
Los perjudicados de este tipo de técnicas son:
- Los anunciantes legítimos. Ppierden visibilidad de sus anuncios y tienen competencia desleal
- Los propietarios del sitios web. Se inyecta publicidad no deseada en su sitio web.
- Los usuarios. Además de insertarle anuncios molestos es habitual que estos anuncios o el destino de los mismos lleven a vulnerar su privacidad y seguridad, por ejemplo instalándole malware  (malvertising) o estafándoles.

La forma habitual de realizarla es a través de la instalación de una extensión de navegador que inyecta silenciosamente anuncios no deseados en los navegadores de los usuarios. Estas extensiones pueden ser instaladas directamente por el usuario o instaladas clandestinamente por malware.
La motivación para realizar este tipo de actividad es inyectar anuncios que pagan cada instalación de software que consiguen o pagan por cada clic en el anuncio inyectado.